# Torir Beinisson
Torir Beinisson (959-1005) (nórdico antiguo: Þórir) fue un vikingo de Skúvoy, Islas Feroe. Aparece como personaje histórico en la saga Færeyinga.
Tori era hijo de un rico terrateniente llamado Beinir Sigmundsson, y su esposa Torah. Junto con su primo más joven Sigmundur Brestisson, fue testigo del asesinato de su padre y de su tío Brestir Sigmundsson en 970. Tras estos hechos trágicos el poderoso caudillo Tróndur í Gøtu, paradójicamente uno de los culpables (aunque indirecto) que aprobaron la escaramuza enviando a su tío Svínoyar-Bjarni para participar en la emboscada, se hizo cargo de los muchachos evitando que su tío también acabase con sus vidas.
Según la saga Tori murió ahogado en el estrecho de Suðuroyarfjørður en 1005 cuando intentaba salvar a su primo Sigmundur. 